# 22573 Джончжоу
22573 Джончжоу (22573 Johnzhou) — астероїд головного поясу, відкритий 20 квітня 1998 року.
Тіссеранів параметр щодо Юпітера — 3,618.